# Odoaker
Flavius Odoacer latinsky Flavius Odovacar, Odovacer či Fl. Odovac   (433? Panonie – 493 Ravenna) byl germánský vojevůdce, foederat, magister militum a nakonec italský král patrně herulského či skirského původu, někteří historikové uvádějí i původ z kmene Hunů. Po roce 476 se stal prvním neřímským panovníkem, když sesadil posledního západořímského císaře Romula Augusta. V panování pokračoval nejprve formálně pod Juliem Nepotem, po jeho smrti v roce 480 pod svrchovaností císařství Konstantinopole. Odoacer je v mnoha historických dokumentech popisován jako král, ale tento titul mu byl pravděpodobně udělen jen neformálně. Přesto tento titul několikrát využil.

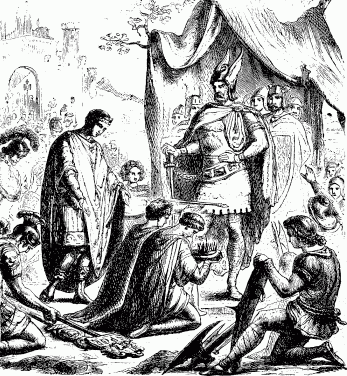
Romantické zpodobnění Odoacera jako krále

## Původ
Kromě skutečnosti, že nebyl Římanem, není přesný etnický původ Odoakera znám. Většina učenců ho považuje za Germána, jednoho z několika východogermánských kmenů jako Turcilingové, Skirové, Herulové, Rugiové a Gótové, případně i částečného durynského původu. Středověký učenec Michael Frasetto uvádí, že byl Odoaker původem Skir,stejně jako ostatní, zatímco historik Erik Jensen se zavazuje, že se Odoaker narodil gótské matce a že jeho otec Edeko byl Hun. Jordanes ho popsal jako příslušníka kmene Turcilingů (Torcilingorum rex). Uvádí se také, že se narodil v roce 433 na středním Dunaji v Panonii. Byl synem skirského náčelníka Edeka, který byl vazalem Hunů pod vedením Attily. Jeho matka byla pravděpodobně germánského původu. Měl bratra Hunulfa. Informace o jeho skirském původu je převzata z kroniky Jana z Antiochie, jiné prameny píší o jeho odlišném původu.

## Vůdce foederatů
Po otcově smrti vstoupil do služeb Římanů a stal se vůdcem germánského vojska římského patricia Oresta, otce posledního císaře Romula Augustula. Po vzpouře germánských vojáků ho prohlásili za krále.

## Král Odoakerova království
Odoacer sesadil posledního západořímského císaře. Došlo tak k faktickému zániku Západořímské říše. Titul císaře si nepřisvojil, ale císařské insignie poslal do Konstantinopole, čímž de facto přijal svrchovanost Východořímské říše, čímž předešel konfliktu s touto říší, jeho vládu v Italském království to nijak neomezovalo. V letech 490–493 bojoval proti Ostrogótům a jejich vůdci Theodorichovi Velikému. V roce 493 uzavřeli dohodu o společném panování v Italském království. Brzy došlo k porušení dohody a Odoaker byl v Ravenně Theodorichem Velikým zavražděn.